# ハッコートラベル
ハッコートラベル株式会社は、宮崎県日向市に本社を置く旅行会社（KNTツーリスト代理店）・バス会社であり、海運業、倉庫業、物流業を営む八興運輸株式会社の関連会社である。1983年3月10日設立。公益社団法人日本バス協会に加盟している。

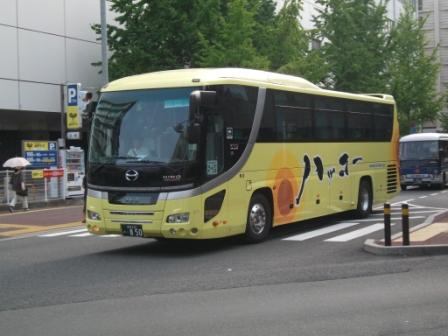
高速バス「ハッコーライナー」
乗合化直後

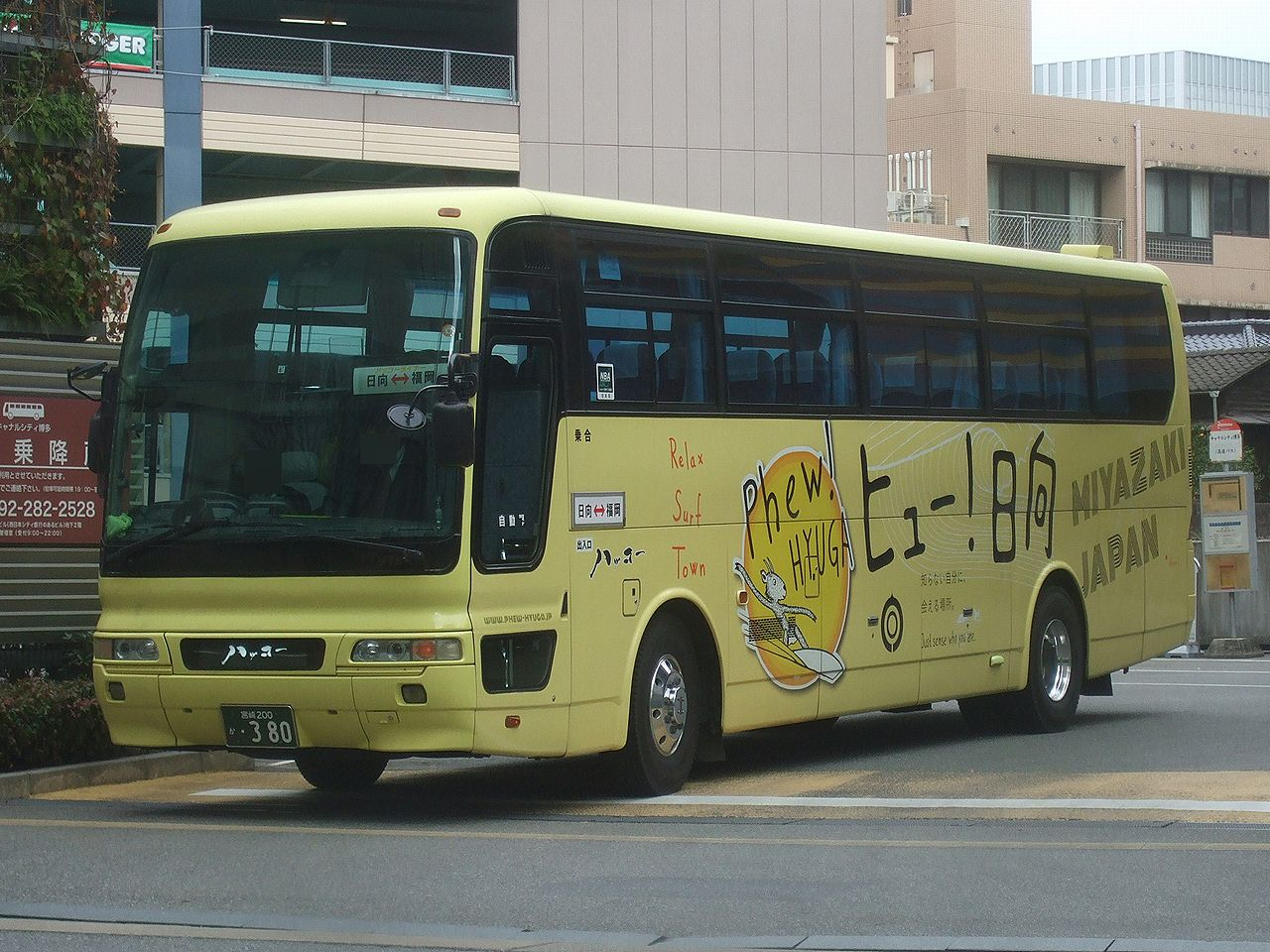
高速バス「ハッコーライナー」
現在は主にこの車両が使用されている

## バス事業
「ひまわりバス事業部」を設置し、高速乗合バスと貸切バス事業を営んでいる。

### 高速バス「ハッコーライナー」
福岡 ⇔ 高森・高千穂・延岡・門川・日向
キャナルシティ博多 - 高森中央 - 高千穂総合公園前 - 延岡祇園町 - 延岡駅 - 門川本町 - 日向市駅東口
福岡市と高千穂町・延岡市および周辺部を結ぶ高速バス。2013年8月1日に高速ツアーバスの乗合化に伴いツアーバスから乗合バスに移行し、移行前と同様に昼行1往復（福岡行き朝、日向行き夕）を運行している。予約取扱いも自社で行っている。SUNQパスは運営委員会非加盟のため利用できない。
ハイデッカー・4列シートの車両（三菱ふそう・エアロクィーンIまたは日野・セレガ）が使用される。
- 2009年12月5日 博多 - 延岡・日向間ツアーバスとして運行開始[1]。
  - 当初の停車地は博多駅筑紫口貸切バス駐車場（福岡市） - 天神日本銀行前（福岡市、降車のみ） - 高千穂駅（高千穂町） - セブンイレブン延岡北小路店前（延岡市） - セブンイレブン門川上町6丁目店（門川町） - 日向市駅東口（日向市）。
- 2013年7月29日 一般乗合自動車運送事業許可。
- 2013年8月1日 乗合化によりダイヤ改正。
  - 停車地：博多駅筑紫口（合同庁舎前） - 高千穂総合公園前 - 延岡祇園町 - 門川本町 - 日向市駅東口
  - 運賃はツアーバス時代と同様の大人片道3300円・往復6000円
- 2013年10月1日 運賃値上げ。大人片道4000円・往復7000円となる。WEB割等の割引運賃を導入。
- 2018年4月20日 ダイヤ改正。福岡発日向行きの時刻を1時間繰り上げ。
- 2018年12月16日 この日の福岡発日向行きよりダイヤ改正。
  - 福岡市内の停車地をHEARTSバスステーション博多に変更
  - 停車地に延岡駅を追加
- 2019年5月1日 ダイヤ改正。停車地に高森中央を追加。
- 2020年4月から2021年にかけて新型コロナウイルス感染症の世界的流行により運休と運行再開を繰り返したのち長期運休。
- 2021年12月18日 運行再開。福岡市の発着地をHEARTSバスステーション博多からキャナルシティ博多に変更。
- 2022年4月1日 運賃値上げ（片道各1000円増し、往復各2000円増し）。
- 2023年5月22日 キャナルシティ博多の工事による高速バス乗り場の休止に伴い運休。

### 高速バス「ハッコーライナー宮崎空港線」（休止中）
宮崎空港 ⇔ 門川本町・日向市駅東口・延岡祇園町
1日2往復運行。運賃は均一1300円で、他に2000円の割引運賃2枚切符が設定された。運賃・2枚切符とも、並行する高速バス「ひむか号」より安価であった。トイレ付ハイデッカーの車両を使用。
- 2014年7月1日 宮崎空港線運行開始。[2]
- 2014年9月1日 休止。

### 貸切バス
「ひまわりバス」のブランド名で展開している。上記のように2013年7月31日までは「ハッコーライナー」をツアーバス形態で運行していた。

## 関連会社
- 八興運輸株式会社
- 八興自動車整備株式会社